# Реформаторска партия (Латвия)
Затлерсовата реформаторска партия (на латвийски: Zatlera reformu partija) e дясноцентристка политическа партия в Латвия.
Тя е основана през 2011 г. от доскорошния президент Валдис Затлерс като продължение на кампанията му срещу корупцията в политическите среди, довела до предсрочни избори.
На парламентарните избори от 17 септември 2011 г. Затлерсовата реформаторска партия заема 2-ро място.